# Noctivox tzotzila
Noctivox tzotzila är en insektsart som beskrevs av Desutter-grandcolas och Theodore Huntington Hubbell 1993. Noctivox tzotzila ingår i släktet Noctivox och familjen syrsor. Inga underarter finns listade i Catalogue of Life.